# Mahlon és Kiljon
Mahlon és Kiljon (héberül מַחְלוֹן Machlón – betegség, beteges, כִּלְיוֹן Kiljón – gyengeség, gyenge) csak a Rúth könyvében szereplő testvérpár, a Júda törzséből származó Elimelek és Naomi fiai, akik velük együtt vándorolnak Moáb földjére egy bírák korabeli éhínség elől. Itt apjuk halála után Mahlon a moábita Rúthot, Kiljon a szintén moábita Orpát veszi 
feleségül, majd mintegy tíz év múlva utód nélkül meghalnak.
Mahlon özvegye, Rúth, áttér a zsidó hitre és Naomival tart Bethlehembe, majd levirátusi házasságot köt Boázzal, Elimelek egyik rokonával, ezzel biztosítva, hogy Mahlon neve ne haljon ki Izraelből.
Boáztól fogant gyermeke, Obed (aki Dávid király nagyapja), így egyúttal Mahlon gyermekének is számít.